# Svetlana Išmuratova
Svetlana Irekovna Išmuratova (ruski: Светлана Ирековна Ишмуратова, Zlatoust, Rusija, 20. travnja 1972.) bila je ruska biatlonka, dvostruka olimpijska pobjednica na Zimskim olimpijskim igrama u Torinu 2006. godine. 
Osvojila je pet zlata, dva srebra i broncu na Svjetskim prvenstvima u biatlonu.
Na početku karijere natjecala se u skijaškom trčanju. Imala je solidne rezultate i bila je članice ruske reprezentacije. Greškom je optužena za doping i kažnjena na 2 godine. Nakon toga više se nije bavila skijaškim trčanjem, nego se od 1996. godine posvetila se biatlonu. U Svjetskom kupu prvi put je bila na podiju u Kontiolahtiju 18. prosinca 1997., a prvu pobjedu imala je u Anterselvi 24. siječnja 1999. godine.
Tijekom svoje karijere sudjelovao je u dva izdanja Zimskih olimpijskih igara, a 1998. nije nastupila zbog bolesti. U Salt Lake Cityju 2002. godine osvojila je broncu u štafeti te bila 19. u sprintu, 15. u potjeri i 8. u pojedinačnoj utrci. Na Zimskim olimpijskim igrama u Torinu 2006. osvojila je dva zlata na 15 km slobodno i u štafeti te bila 10. u sprintu, 4. u potjeri i 12. u masovnom startu. Na osam svjetskih prvenstava, osvojivila je osam medalja, najviše u štafetama.